# Гренан-ле-Сомбернон
Грена́н-ле-Сомберно́н (фр. Grenant-lès-Sombernon) — коммуна во Франции, находится в регионе Бургундия. Департамент коммуны — Кот-д’Ор. Входит в состав кантона Сомбернон. Округ коммуны — Дижон.
Код INSEE коммуны — 21306.

## Население
Население коммуны на 2010 год составляло 199 человек.
| 1962 | 1968 | 1975 | 1982 | 1990 | 1999 | 2010 |
| ---- | ---- | ---- | ---- | ---- | ---- | ---- |
| 122  | 110  | 87   | 109  | 121  | 138  | 199  |

## Экономика
В 2010 году среди 131 человека трудоспособного возраста (15—64 лет) 110 были экономически активными, 21 — неактивными (показатель активности — 84,0 %, в 1999 году было 71,0 %). Из 110 активных жителей работали 108 человек (58 мужчин и 50 женщин), безработных было 2 (1 мужчина и 1 женщина). Среди 21 неактивных 8 человек были учениками или студентами, 8 — пенсионерами, 5 были неактивными по другим причинам.